# Defense Advanced Research Projects Agency
Defense Advanced Research Projects Agency (acrônimo DARPA; em português: Agência de Projetos de Pesquisa Avançada de Defesa) criada em fevereiro de 1958 (inicialmente como ARPA) por militares e pesquisadores norte-americanos sob a supervisão do presidente Eisenhower, como reação dos Estados Unidos à vitória tecnológica da então União Soviética com o lançamento do primeiro satélite artificial, Sputnik 1, com objetivo original de manter a superioridade tecnológica dos EUA e alertar contra possíveis avanços tecnológicos de adversários potenciais.
O objetivo evoluiu com o tempo, e hoje também inclui criar surpresas tecnológicas aos inimigos dos Estados Unidos. A agência é independente, com cerca de 240 funcionários e um orçamento de 2,8 bilhões de dólares, e reporta-se diretamente ao Departamento de Defesa.
É a criadora da ARPANET, "Advanced Research Projects Agency Network" em português: Rede da Agência para Projetos de Pesquisa Avançada) a primeira rede de computadores, projetada em 1969 para fazer transmissões de dados militares sigilosos e interligação dos departamentos de pesquisa nos Estados Unidos, o ponto inicial da internet, a rede mundial de computadores.

## Etimologia
O nome original era ARPA ("Advanced Research Projects Agency", em português: Agência de Projetos de Pesquisa Avançada), sendo alterado em março de 1972 para DARPA (com a mudança de finalidade para Defesa). Mas em fevereiro de 1993 voltou a ser ARPA novamente, e por fim em março de 1996 foi renomeado novamente para DARPA.

## Histórico
Durante o ano de 1960 os projetos relacionados aos programas espaciais civis foram transferidos para outra agência, a NASA (National Aeronautics and Space Administration, Administração Nacional de Aeronáutica e Espaço), e os programas espaciais militares para as três forças militares. Isso permitiu que a DARPA se concentrasse nos programas DEFENDER, Vela e AGILE (também transferidos aos militares no final de 1960) e depois em pesquisa e desenvolvimento (P&D) de natureza exclusivamente militar, como programas de energia, processamento de dados e tecnologias táticas.
Havia na época uma grande preocupação da DARPA com relação à segurança nas comunicações em caso de ataque nuclear. Direcionando seus esforços na solução desse problema, a agência (como ARPA) acabou desenvolvendo a ARPANET, precursora da atual Internet.
A partir de 1976 a agência realizou pesquisas sobre blindagem e anti-blindagem, reconhecimento a partir do espaço, lasers antimísseis de alta energia, guerra anti-submarina, mísseis de cruzeiro, aeronaves avançadas, integração de circuitos eletrônicos, computação avançada de defesa, propulsão espacial, aviões aeroespacial e hipersônico, mísseis antimísseis, tecnologia de submarinos e, mais recentemente, sistemas táticos robotizados, próteses controladas diretamente pelo cérebro e exoesqueletos de aplicação militar.
Em 2014, a agência DARPA com parceria com o governo dos Estados Unidos começaram a fazer testes, com objetivos de adicionar raios laser ao arsenal dos veículos da Marinha e das Forças Armadas do país.